# Jonatan Erlich
Jonatan Dario „Joni“ Erlich (* 5. duben 1977 v Buenos Aires, Argentina) je profesionální izraelský tenista.
Erlich se přestěhoval do Haify, když mu byl jeden rok a nyní pobývá v Tel Avivu a soutěží jako Izraelec.

## Finálová utkání na turnajích Grand Slamu ve čtyřhře (1)

### Vítězství (1)
| Rok  | Turnaj          | Partner  | Soupeři ve finále             | Výsledek  |
| 2008 | Australian Open | Andy Ram | Arnaud Clément Michaël Llodra | 7–5, 7–64 |

## Finálové účasti na turnajích ATP (25)

### Čtyřhra - výhry (13)
| Legenda                |
| Grand Slam (1)         |
| Tennis Masters Cup (0) |
| ATP Masters Series (2) |
| ATP Tour (10)          |

| Tituly dle povrchu |
| Tvrdý (8)          |
| Antuka (0)         |
| Tráva (3)          |
| Koberec (2)        |

| Č.  | Datum             | Turnaj                     | Povrch  | Partner    | Soupeři ve finále                    | Výsledek        |
| 1.  | 16. červenec 2000 | Newport, USA               | tráva   | Harel Levy | Kyle Spencer Mitch Sprengelmeyer     | 7-62, 7-5       |
| 2.  | 28. září 2003     | Bangkok, Thajsko           | tvrdý   | Andy Ram   | Andrew Kratzmann Jarkko Nieminen     | 6-3, 7-64       |
| 3.  | 12. říjen 2003    | Lyon, Francie              | koberec | Andy Ram   | Julien Benneteau Nicolas Mahut       | 6-1, 6-3        |
| 4.  | 10. říjen 2004    | Lyon, Francie              | koberec | Andy Ram   | Jonas Björkman Radek Štěpánek        | 7-62, 6-2       |
| 5.  | 20. únor 2005     | Rotterdam, Nizozemsko      | tvrdý   | Andy Ram   | Cyril Suk Pavel Vízner               | 6-4, 4-6, 6-3   |
| 6.  | 19. červen 2005   | Nottingham, V. Británie    | tráva   | Andy Ram   | Simon Aspelin Todd Perry             | 4-6, 6-3, 7-5   |
| 7.  | 8. leden 2006     | Adelaide, Austrálie        | tvrdý   | Andy Ram   | Paul Hanley Kevin Ullyett            | 7-64, 7-610     |
| 8.  | 25. červen 2006   | Nottingham, V. Británie    | tráva   | Andy Ram   | Igor Kunicyn Dmitrij Tursunov        | 6-3, 6-2        |
| 9.  | 27. srpen 2006    | New Haven, USA             | tvrdý   | Andy Ram   | Mariusz Fyrstenberg Marcin Matkowski | 6-3, 6-3        |
| 10. | 1. říjen 2006     | Bangkok, Thajsko           | tvrdý   | Andy Ram   | Andy Murray Jamie Murray             | 6-2, 2-6, 10-4  |
| 11. | 19. srpen 2007    | Cincinnati, USA            | tvrdý   | Andy Ram   | Bob Bryan Mike Bryan                 | 4-6, 6-3, 13-11 |
| 12. | 26. leden 2008    | Australian Open, Austrálie | tvrdý   | Andy Ram   | Arnaud Clément Michaël Llodra        | 7-5, 7-64       |
| 13. | 21. březen 2008   | Indian Wells, USA          | tvrdý   | Andy Ram   | Daniel Nestor Nenad Zimonjić         | 6-4, 6-4        |

### Čtyřhra - prohry (12)
| Legenda                |
| Grand Slam (0)         |
| Tennis Masters Cup (0) |
| ATP Masters Series (4) |
| ATP Tour (8)           |

| Finále dle povrchu |
| Tvrdý (11)         |
| Antuka (1)         |
| Tráva (0)          |
| Koberec (0)        |

| Č.  | Datum             | Turnaj                | Povrch | Partner  | Soupeři ve finále          | Výsledek        |
| 1.  | 11. leden 2004    | Čennaí, Indie         | tvrdý  | Andy Ram | Rafael Nadal Tommy Robredo | 7-63, 4-6, 6-3  |
| 2.  | 22. únor 2004     | Rotterdam, Nizozemsko | tvrdý  | Andy Ram | Paul Hanley Radek Štěpánek | 5-7, 7-65, 7-5  |
| 3.  | 31. červenec 2005 | Los Angeles, USA      | tvrdý  | Andy Ram | Rick Leach Brian MacPhie   | 6-3, 6-4        |
| 4.  | 14. srpen 2005    | Montreal, Kanada      | tvrdý  | Andy Ram | Wayne Black Kevin Ullyett  | 6-75, 6-3, 6-0  |
| 5.  | 2. říjen 2005     | Bangkok, Thajsko      | tvrdý  | Andy Ram | Paul Hanley Leander Paes   | 5-65, 6-1, 6-2  |
| 6.  | 16. říjen 2005    | Vídeň, Rakousko       | tvrdý  | Andy Ram | Mark Knowles Daniel Nestor | 5-3, 5-42       |
| 7.  | 26. únor 2006     | Rotterdam, Nizozemsko | tvrdý  | Andy Ram | Paul Hanley Kevin Ullyett  | 7-64, 7-62      |
| 8.  | 14. květen 2006   | Řím, Itálie           | antuka | Andy Ram | Mark Knowles Daniel Nestor | 6-4, 5-7, 13-11 |
| 9.  | 4. březen 2007    | Las Vegas, USA        | tvrdý  | Andy Ram | Bob Bryan Mike Bryan       | 7-66, 6-2       |
| 10. | 18. březen 2007   | Indian Wells, USA     | tvrdý  | Andy Ram | Martin Damm Leander Paes   | 6-4, 6-4        |
| 11. | 5. srpen 2007     | Washington, USA       | tvrdý  | Andy Ram | Bob Bryan Mike Bryan       | 7-65, 3-6, 10-7 |
| 12. | 18. březen 2008   | Cincinnati, USA       | tvrdý  | Andy Ram | Bob Bryan Mike Bryan       | 4-6, 7-62, 10-7 |

## Davisův pohár
Jonatan Erlich se zúčastnil 15 zápasů v Davis Cupu za tým Izraele s bilancí 1-0 ve dvouhře a 11-4 ve čtyřhře.